# Светски дан књиге и ауторских права
Светски дан књиге и ауторских права обележава се 23. априла сваке године. Одлука о обележавању Светског дана књиге и ауторских права донета је на Генералној конференцији УНЕСКО-а одржаној у Паризу 1995. године.

## Порекло
У Шпанији је овај дан празник још од 1923. године у част писца Мигела де Сервантеса који је умро на тај дан. Ово је такође и део прославе дана Светог Ђорђа у Каталонији, где је традиција од Средњег века да мушкарци доносе руже својим вољеним, а од 1925. године да жене дају књигу у замену. Половина годишње продаје књига у Каталонији је у ово време са преко 400.000 продатих и размењених примерака за преко 4 милиона ружа.
Године 1995, на Генералној конференцији УНЕСКО-а је одлучено да се Светска дан књиге и ауторских права слави на овај датум, јер је тада каталонски фестивал, а и ово је датум годишњице рођења и смрти Вилијама Шекспира, смрти Мигела де Сервантеса, Инке Гарсиласо де ла Веге и Жозепа Пла, рођења Мориса Дрјуона, Владимира Набокова, Мануела Валехо Мехие.
Иако се 23. април често наводи као датум смрти и Шекспира и Сервантеса, то није у потпуности тачно. Сервантес је умро 23. априла по грегоријанском календару, међутим, тада се у Енглеској користио јулијански календар. Док је Шекспир умро 23. априла по јулијанском календару који је у употреби у Енглеској у то време, заправо је умро око десет дана након Сервантеса, због неслагања између два календарска система.